# 六方 論理
『六方 論理』（原題：Hexologic）は、ポーランドのインディーゲームスタジオMythicOwlが開発・発売したパズルゲーム。
ペンシルパズルの「カックロ」とルールが類似したパズルで、並んでいるマスに一定数の「○」の記号を入れ一列の合計数が既定数になるようにするという内容だが、カックロが正方形のマスであるのに対し本作は正六角形のマスを用いており、6方向の合計数を考慮しながら解き進める必要がある。

## ルール
- 空いているマスには1・2・3のいずれかの個数の「○」を入れることができる。
- カックロと違い、同列で同じ数を使用できる。例えば、カックロでは2マスの合計数が4の場合は1+3の組み合わせのみだが、本作では2+2の組み合わせもありうる。
- 一部のマスにはあらかじめ一定数の「○」が入っているが、これらの個数は4以上の場合もある。
- 一部の問題には以下の特殊ルールが設定されている。
  - 同色の太枠で囲まれたマスには必ず同じ個数の「○」が入る。
  - 等号または不等号がマスに入っている場合は、数式が成立するよう、記号の両側の「○」の合計数を調整しなければならない。

## 評価
- 2018 Digital Dragons Awards 「Best Polish Mobile Game」受賞[5]
- 第6回デジタルえほんアワード 坂井岳志賞 受賞[6]
- 15th International Mobile Gaming Awards（英語版） ノミネート[7]